# 소피아구

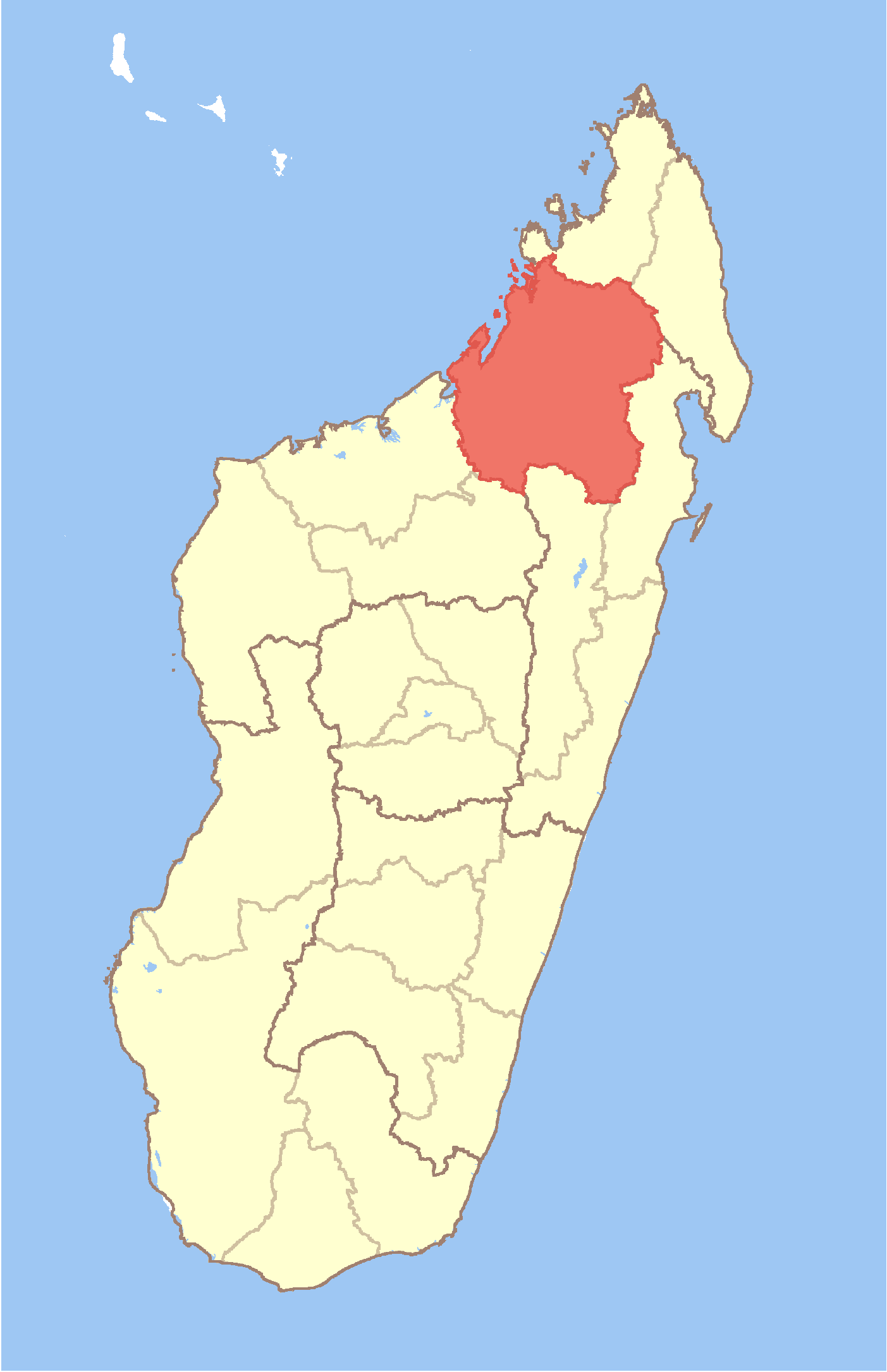
소피아 구의 위치

소피아구(말라가시어: Sofia)는 마다가스카르 북부에 위치한 구로 행정 중심지는 안초히히이며 면적은 52,504km2, 인구는 940,800명(2004년 기준)이다. 북쪽으로는 디아나 구와 사바 구, 동쪽으로는 아날란지로포 구, 남쪽으로는 알라오트라망고로 구, 베치보카 구, 보에니 구와 접한다. 7개 현을 관할한다.